# Olena Ptschilka

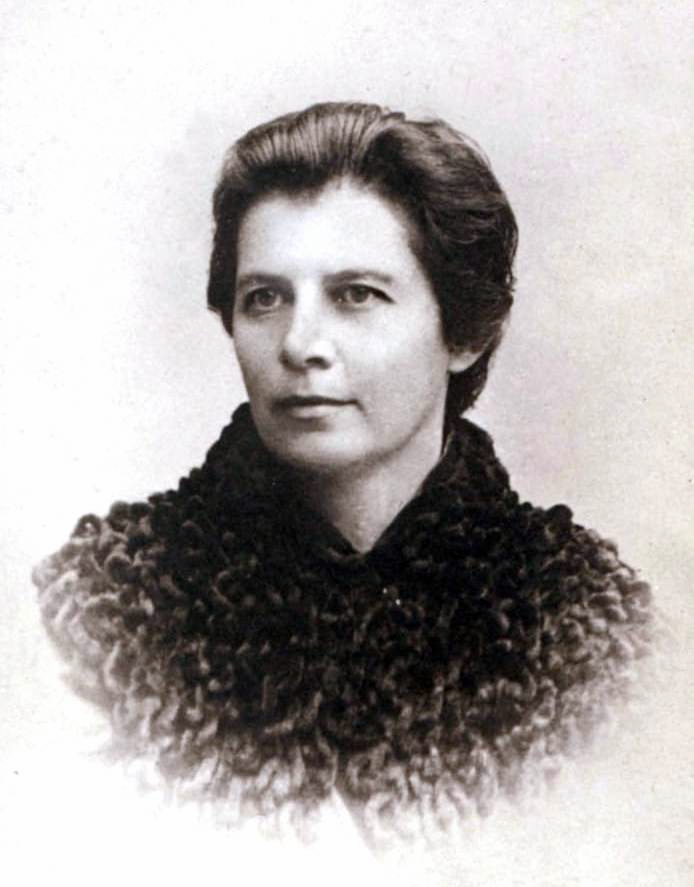
Olena Ptschilka, 1896

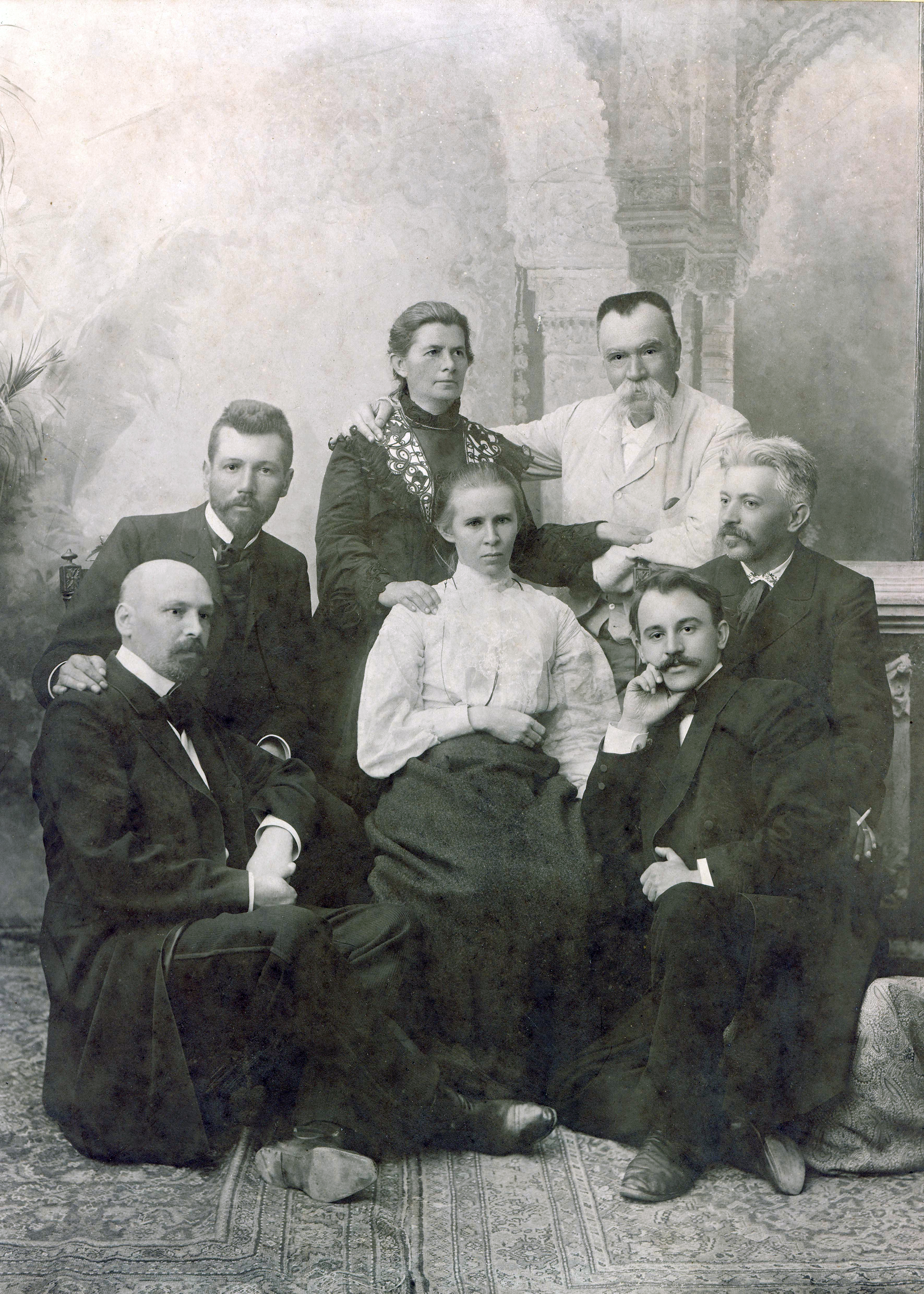
Gruppenbild bei Eröffnung eines Denkmals für Iwan Kotljarewskyj in Poltawa, 1903. Von links nach rechts: Mychajlo Kozjubynskyj, Wassyl Stefanyk, Olena Ptschilka, Lessja Ukrajinka, Mychajlo Staryzkyj, Hnat Chotkewytsch, Wolodymyr Samijlenko

Olena Ptschilka (ukrainisch Олена Пчілка; * 17. Junijul. / 29. Juni 1849greg. in Hadjatsch, Gouvernement Poltawa, Russisches Kaiserreich; † 4. Oktober 1930 in Kiew, Ukrainische SSR) war eine ukrainische Schriftstellerin, Journalistin und Ethnologin.
Ihr bürgerlicher Name lautete Olha Petriwna Kossatsch (ukrainisch Ольга Петрівна Косач).

## Familie
Olena Ptschilka war die Tochter von Petro Drahomanow und die Schwester von Mychajlo Drahomanow.
Sie war seit 1868 mit dem Staatsrat, Anwalt, Pädagogen und Philanthropen Petro Kossatsch verheiratet. Gemeinsam hatten sie die folgenden Kinder: den Physiker, Meteorologe, Schriftsteller und Übersetzer Mychajlo Kossatsch (Михайло Петрович Косач; 1869–1903), die berühmte ukrainische Dichterin Lessja Ukrajinka (1871–1913), die Schriftstellerin, Literaturkritikerin, und Bibliografin Olha Kossatsch-Krywynjuk (1877–1945), die Musikerin und Übersetzerin Oksana Kossatsch-Schymanowska (Оксана Петрівна Косач-Шимановська; 1882–1975), die Persönlichkeit des öffentlichen Lebens Mykola Kossatsch (Микола Петрович Косач; 1884–1937) sowie die Übersetzerin und Kulturaktivistin Isydora Kossatsch-Boryssowa (Ізидора Петрівна Косач-Борисова; 1888–1980).

## Leben
Olena Ptschilka war von 1925 an korrespondierendes Mitglied der All-Ukrainischen Akademie der Wissenschaften. Sie erforschte ukrainische Volkslieder, Volksbräuche und Riten, welche sie 1876 veröffentlichte.
Außerdem sammelte sie volkstümliche Stickerei in Wolhynien, finanzierte die Herausgabe von Stepan Rudanskyjs Werk Spivomovky und veröffentlichte ab 1883 ihre eigenen Gedichte in der Lemberger Zeitschrift Zoria. Als Frauenrechtlerin gab sie 1887 gemeinsam mit Natalija Kobrynska den ersten feministischen Almanach Pershyi vinok heraus. Ab den 1890er Jahren lebte sie in Kiew, wo sie zwischen 1906 und 1914 Chefredakteurin und Herausgeberin der Zeitschrift Ridnyj Krai (Рідний Край) und deren monatlicher Beilage, der Kinderzeitschrift Moloda Ukrajina (Молода Україна) (1908–1914) war.
Ptschilka übersetzte viele Werke unter anderem von Nikolai Gogol, Adam Mickiewicz und Alexander Puschkin ins Ukrainische.
In ihren letzten Lebensjahren war sie Repressionen durch den GPU ausgesetzt. Ptschilka starb in Kiew und wurde auf dem Baikowe-Friedhof beigesetzt.